# Парламентские выборы в Албании (1925)
Парламентские выборы в Албании 1925 года прошли в апреле и мае, став третьими в истории страны выборами парламента.

## Предыстория
После июньской революции 1924 года её лидер Фан Ноли стал премьер-министром. Поскольку его правительство боролось за сохранение власти, 13 ноября он издал указ о проведении новых выборов в период с 20 декабря 1924 года по 20 января 1925 года. Однако, когда в декабре Ахмет Зогу вернулся в страну с отрядом своих сторонников и иностранных наёмников численностью около тысячи человек, Ноли бежал и его сменил на посту премьер-министра Илиаз Вриони, но уже 6 января 1925 года кабинет Вриони уступил место новому — с Ахметом Зогу в качестве премьер-министра и министра внутренних дел.
15 января 1925 года в Тиране собрались сохранившие верность Зогу парламентарии. Через шесть дней на сессии собрания, названного учредительным, была торжественно провозглашена республика, и образована комиссия для выработки конституции. Первые её статьи депутаты утвердили уже через 10 дней после начала заседаний, что дало основание избрать 31 января Зогу президентом, сохранив за ним посты премьер-министра, министра иностранных дел и главнокомандующего армии.
2 марта был принят окончательный вариант конституции, согласно которой в стране устанавливалась республиканская форма правления с двухпалатным парламентом. 14 марта был принят новый закон о выборах, 16 марта президент издал декрет о выборах в парламент.

## Избирательная система
В новой республике был двухпалатный парламент, состоящий из Сената и Палаты депутатов. Из 18 сенаторов 6 назначались президентом, 12 избирались сроком на 6 лет. 57 членов Палаты депутатов избирались на 3 года на непрямой основе двухстепенным голосованием. От каждых 500 зарегистрированных избирателей выбирался один выборщик, которые позже избрали депутатов.

## Результаты
Поскольку большинство лидеров оппозиции покинули страну после переворота, кандидаты от правительства не встретили сопротивления. В результате выборы принесли полную победу сторонникам Зогу при очень низкой явки избирателей. Первое заседание нового парламента состоялось 1 июня 1925 года.